# Verkehrskompetenz
Unter Verkehrskompetenz versteht die Verkehrspädagogik die erwiesene Fähigkeit und Fertigkeit, sich als Verkehrsteilnehmer verkehrsgerecht, partnerschaftlich, sicherheitsorientiert und selbstständig im öffentlichen Verkehrsraum bewegen zu können. Der Fachbegriff beschreibt einerseits das Ziel und andererseits das Ergebnis von Verkehrserziehung und Fahrausbildung.

## Der Status von Verkehrskompetenz
Verkehrskompetenz ist nicht angeboren, sondern muss in einem längeren Lern- und Erfahrungsprozess von jedem einzelnen Verkehrsteilnehmer im Umgang und in der reflektierenden Auseinandersetzung mit dem praktischen Verkehrsleben erworben werden. Sie wird im optimalen Fall durch einen Ausbildungsgang und eine erfolgreiche Abschlussprüfung erreicht. Dazu wurden etwa das Fußgängerdiplom als Bestätigung für eine erfolgreich absolvierte mehrwöchige Fußgängerausbildung, die Radfahrprüfung als Zeugnis über eine bestandene Radfahrerausbildung oder die Führerscheinprüfungen als Legitimation für das Führen eines Kraftfahrzeugs im Straßenverkehr eingeführt. Diese Befähigungsnachweise haben einen unterschiedlichen Verpflichtungscharakter: Während den nichtmotorisierten Teilnehmern am Straßenverkehr freiwillige Qualifizierungsmöglichkeiten angeboten werden, unterliegt die motorisierte Verkehrsbeteiligung in allen Ländern streng verpflichtenden gesetzlichen Vorgaben.
Die tatsächlich erreichte Verkehrskompetenz erweist sich aber im Endeffekt erst in der Alltagspraxis durch eine längere unfallfreie Verkehrsteilnahme, die den Regeln allgemeinen partnerschaftlichen Umgangs entspricht. Hierzu gehören über das Befolgen der Verkehrsvorschriften hinaus auch der faire Umgang und die Rücksichtnahme auf schwächere Verkehrsteilnehmer.

## Der Erwerb von Verkehrskompetenz

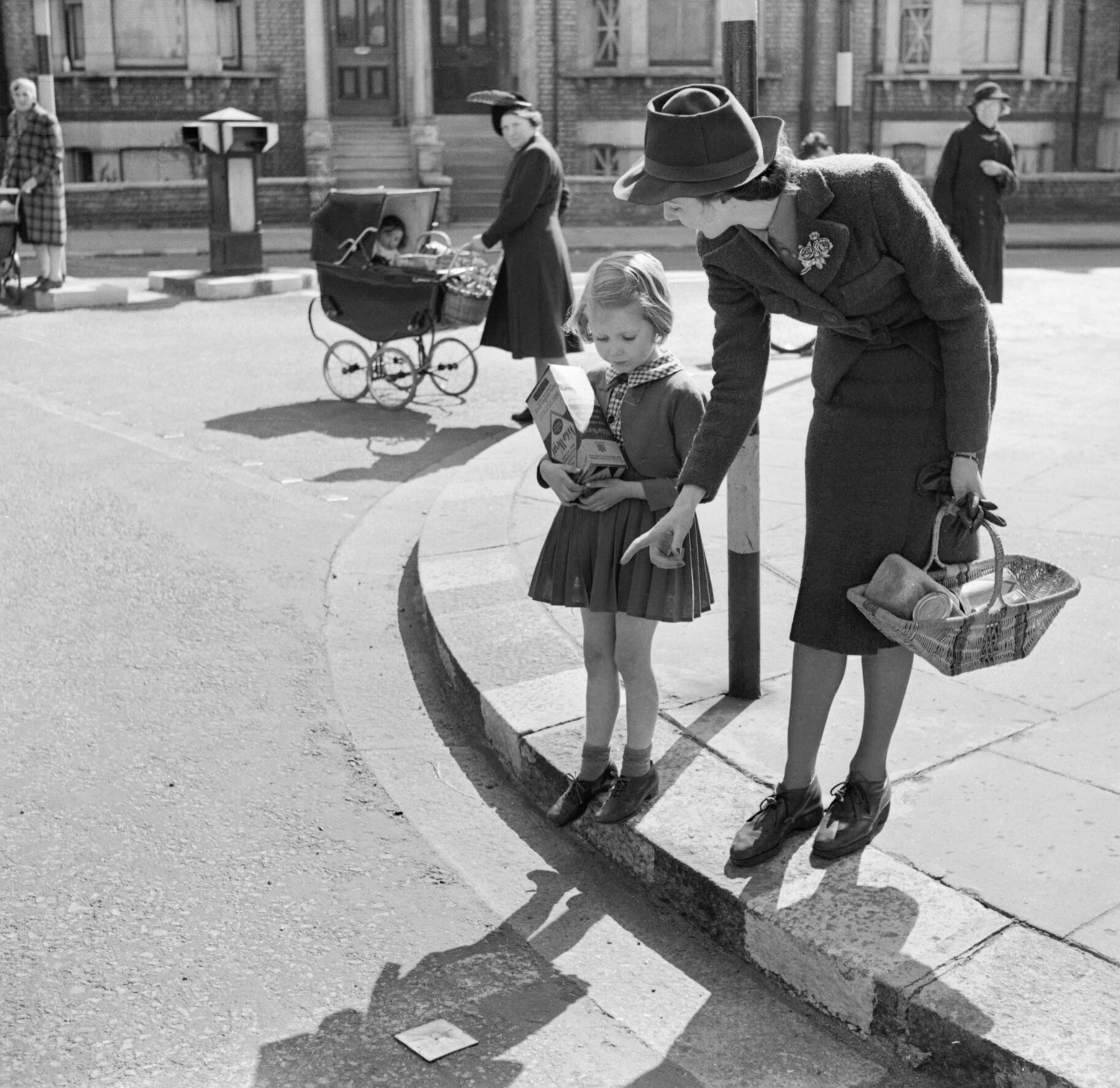
Kind auf dem Wege zur Verkehrskompetenz (Foto von 1942)

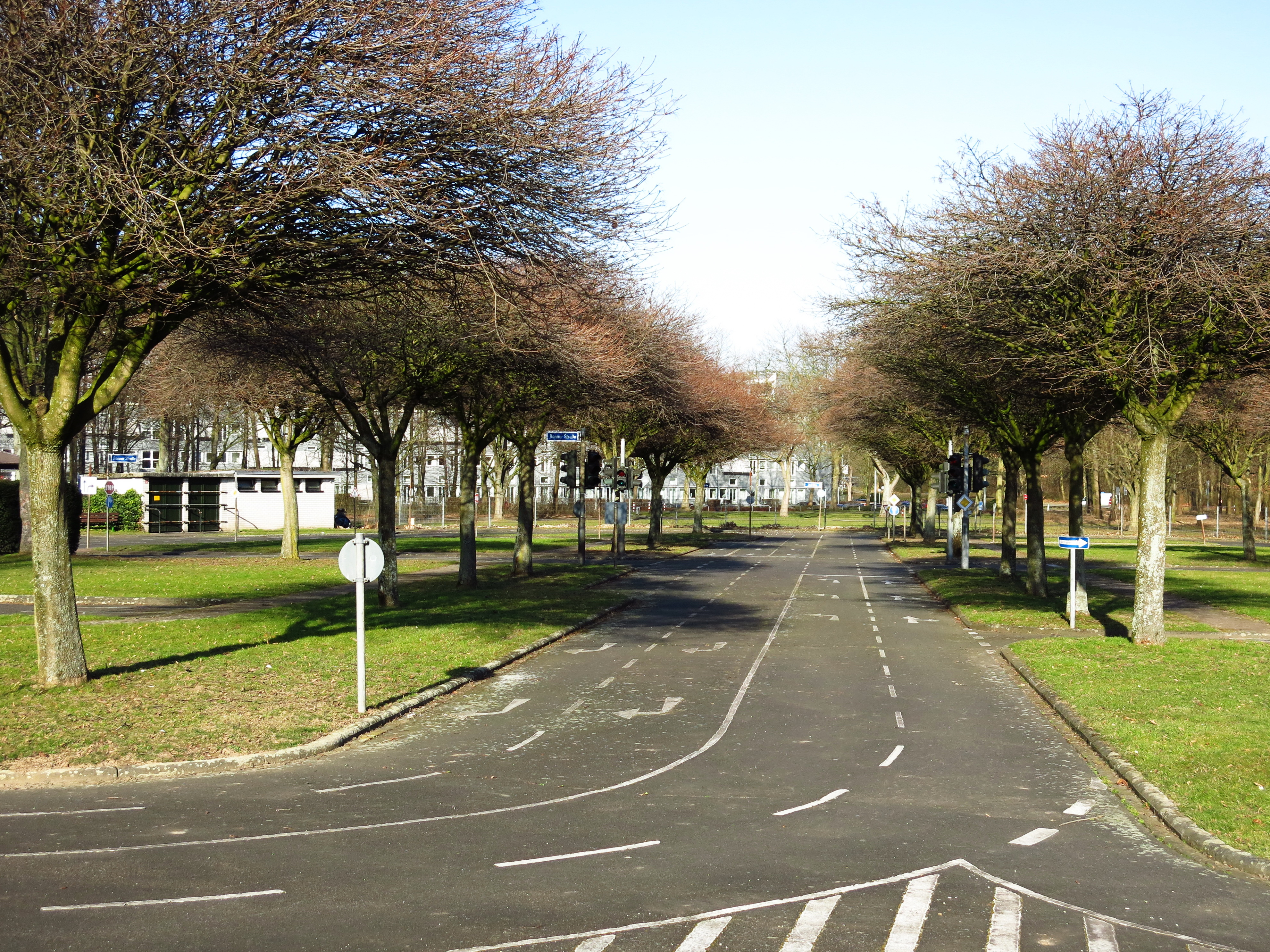
Übungsgelände zum Erwerb von Verkehrskompetenz (Jugendverkehrsschule Rheinaue)

### Die Leitlinien
Die Vermittlung von Verkehrskompetenz und damit die Erziehung zu einem mündigen, sicheren, selbstverantwortlich und partnerschaftlich denkenden und handelnden Verkehrsteilnehmer ist die oberste Zielsetzung der Verkehrspädagogik. Dazu sieht die Verkehrspädagogik nach Warwitz im Einzelnen die Ausbildung von vier diese stützenden Schlüsselqualifikationen vor:
- Die Selbstkompetenz

soll dem jungen Verkehrsteilnehmer zu der Befähigung und Bereitschaft verhelfen, Eigenverantwortung im Verkehrsleben zu übernehmen und sich hinsichtlich seiner Sicherheitsbedürfnisse von der Vorsicht, Rücksicht und Nachsicht der anderen Verkehrsteilnehmer möglichst unabhängig zu machen.
- Die Sachkompetenz

erwächst aus einer gründlichen praktischen und theoretischen Ausbildung im selbstständigen, möglichst täglichen Umgang mit den Gegebenheiten des Alltagsverkehrs. Hierbei sind die Fragen der technischen Selbstsicherung, die Wahl der günstigsten Fortbewegungsart oder die Kenntnis und Bereitschaft zur Nutzung möglichst umwelt- und gesundheitsschonender Verkehrsmittel von wesentlicher Bedeutung.
- Die Sozialkompetenz

bezieht sich auf die Entwicklung einer partnerschaftlichen fairen Einstellung zu den anderen Verkehrsteilnehmern, deren Möglichkeiten es richtig einzuschätzen und deren Bedürfnisse es mit zu berücksichtigen gilt.
- Die Handlungskompetenz

ist das eigentliche Bewährungsfeld, das beweist, ob die Erkenntnisse in praktisches Tun und Verhalten umgesetzt werden können. Sie gibt den Maßstab ab, ob die Verkehrserziehung im abstrakten Denken steckengeblieben oder alltagstauglich wirksam geworden ist.

### Die Lernabfolge
Die Bildung der Persönlichkeit mit einer ausgereiften Verkehrskompetenz erfolgt schrittweise. Sie benötigt einen längeren Lern- und Reifungsprozess und sollte bereits mit der elterlichen Erziehung einsetzen. Der Verkehrsdidaktiker Siegbert A. Warwitz kennzeichnet ihn in vier Ausbildungsabschnitten, die vom verkehrspsychologischen und pädagogischen Standpunkt sinnvollerweise zu durchlaufen sind:
- Verkehrsgefühl

Wie der Ballspieler „Ballgefühl“, der Schwimmer „Wassergefühl“, der Abfahrtsschiläufer „Kantengefühl“ und der Reiter „Sattelgefühl“ braucht, um sich in seinem Element, bei seiner Sportart wohlfühlen und in ihnen angemessen handeln zu können, so braucht der Verkehrsteilnehmer „Verkehrsgefühl“ (S. 72). Verkehrsgefühl ermöglicht das intuitive Erfassen und geschmeidige Anpassen an die Bewegungen, Personen, Gegebenheiten des Verkehrslebens. Sie müssen erspürt werden, wozu ein regelmäßiger praktischer Umgang erforderlich ist.
- Verkehrssinn

Aus dem Verkehrgefühl entwickelt sich allmählich der „Verkehrssinn“ oder „Verkehrsinstinkt“, der Gefahren erahnen und richtige Folgerungen daraus zu ziehen ermöglicht. Es gelingt dabei zunehmend, Geschwindigkeiten von Fahrzeugen und Verhaltensweisen der anderen Verkehrsteilnehmer zutreffend zu dekodieren und sich entsprechend zu verhalten.
- Verkehrsintelligenz

Mit der Verkehrsintelligenz ist die höchste kognitive Entwicklungsstufe erreicht. Sie ermöglicht es, selbstständig und kritisch Gefahrenpotenziale vorauszusehen, eigene Maßnahmen zur Entschärfung zu entwickeln und sogar im positiven Sinne kreativ, z. B. Fehlerfolgen abmildernd oder sogar vermeidend, auf die Verkehrsabläufe einzuwirken. Es bedarf keiner Unfallerfahrungen, um klug zu werden. Es reicht die denkende Vorausschau, auch in neuen, noch nicht erlebten Situationen sinnvoll zu handeln.
- Verkehrsverhalten

Das angemessene Verkehrsverhalten ist die erwünschte, aber wegen der menschlichen Unzulänglichkeit nicht immer zwingende Konsequenz aus den vorangegangenen Lern- und Entwicklungsstufen. Der sogenannte „Mitzieh-Effekt“ in der Peergroup oder Unaufmerksamkeit erschweren bisweilen die konsequente Umsetzung, auch wider besseres Wissen. Beispiele dafür sind die berüchtigten Mutproben, die sich noch bis ins Jugendalter hinein gerade in dem gefährlichen Verkehrsbereich ein Betätigungsfeld suchen.
Der Schulanfänger erreicht die seinem Alter gemäße Verkehrskompetenz, wenn er sich als fähig erweist, seinen Schulweg und die wohnhausnahen Ortsveränderungen zum Nachbarn oder Bäcker als selbstständiger Fußgänger sicher zu bewältigen. Der erwachsene Verkehrsteilnehmer muss darüber hinaus auch gelernt haben, mit den viel schnelleren und gefährlicheren Fahrzeugen partnergerecht und sicherheitsbewusst umzugehen und solches Verhalten mit Vorbildwirkung weiterzugeben.

## Verkehrs- und Mobilitätskompetenz
Während die „Verkehrskompetenz“ das komplexe Gesamtziel eines gelungenen Verkehrsumgangs im wörtlichen Sinne von „Verkehren“ als eines „Miteinander Umgehens“ beschreibt, ist die „Mobilitätskompetenz“ schon begrifflich auf die Gestaltung angemessener Bewegungen im Verkehrsraum und dabei vorrangig auf den Umgang mit Fahrzeugen begrenzt. Der Weg zu einer person- und anwendungsgerechten Verkehrskompetenz wird entsprechend schon in den Schonräumen des Elternhauses, des Kindergartens und der Schule, also schon außerhalb des öffentlichen Verkehrs und vor einer Beteiligung am Realverkehr, angesetzt. Die Mobilitätskompetenz kommt vor allem beim verkehrstechnischen Umgang mit Fahrzeugen, bei der Wahl der Verkehrsmittel und der ökologischen Rücksichtnahme zum Tragen. Sie ist ein wichtiges Teilziel der durch Verkehrserziehung angestrebten Zielsetzungen.
Während die Begleitung zur Verkehrskompetenz in erster Linie den Eltern, Vorschulerziehern und Lehrern zufällt, kommt den Fahrschulen und Fahrlehrern bei der Entwicklung der Mobilitätskompetenz die entscheidende Erziehungsaufgabe zu. Dabei geht es in jedem Fall über die sichere Kenntnis der Verkehrsregeln und das technische Beherrschen des jeweiligen Fahrzeugs hinaus auch um die angemessene Berücksichtigung der Risiken des Straßenverkehrs und der Grenzen des eigenen Könnens. Im medialen Gebrauch und in der Alltagsverwendung wird der etablierten umfassenderen Bezeichnung „Verkehrskompetenz“ in der Regel der Vorzug gegeben bei der Zielbestimmung verkehrserzieherischer Angebote.